# Philip Rohr
Pour les articles homonymes, voir Rohr.
Philip Rohr, né à Lausanne en 1963, est un écrivain, auteur et publicitaire vaudois.

## Biographie
Philip Rohr, après une licence en HEC, est engagé dans une multinationale américaine comme manager. Il quitte cet emploi, lorsqu'il se rend compte qu'il n'est pas fait pour diriger le « faire », alors que c'est le « faire » qui l'intéresse et « qu'il n'est pas fait pour le pouvoir ». Il crée alors avec des associés une agence de publicité à Genève. 
En 2002, il écrit son premier livre Du côté de l'ennemi qui traite des péripéties du divorce sous la forme d'une guerre. En 2003, paraît Vie sauvage, où son expérience de publicitaire l'a aidé à signer ce roman critique sur l'asservissement des gens dans la société de consommation.

## Sources
- « Philip Rohr », sur la base de données des personnalités vaudoises sur la plateforme « Patrinum » de la Bibliothèque cantonale et universitaire de Lausanne.
- J.-L. Kuffer, 24 Heures, 2003/06/24, p. 15 avec un entretien et une photographie de l'écrivain
- Philip Rohr dans Viceversa Littérature.
- Bibliomedia - Rohr  Philip